# Étienne-Marin Bailly
Pour les articles homonymes, voir Bailly.

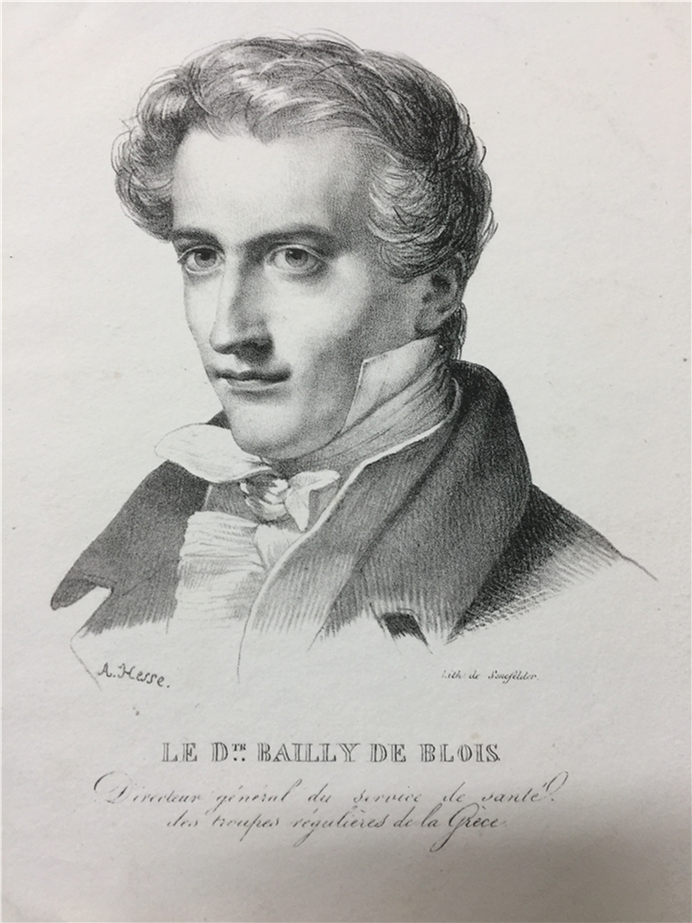
Le Dr. Bailly de Blois

Étienne-Marin Bailly est un médecin français philhellène, né à Blois en 1796 et mort le 16 février 1837. Il fut envoyé en Grèce par le Comité philhellène de Paris.
Durant son séjour en Grèce, il prodigua des soins aux malades grecs ou philhellènes et tenta de diffuser les pratiques sanitaires occidentales. Qualifié de « nouvel Hippocrate » par les généraux de la Grèce, il fut naturalisé grec à l’unanimité par l’Assemblée nationale de Trézène en 1827 pour ses services rendus. Invité plusieurs fois à devenir médecin de l’armée, il demeure cependant dans la ville de Nauplie, menacée par la peste, où il est nommé membre du conseil de santé. Après quelques contacts avec les membres de l’expédition de Morée débarquée en Grèce, il quitte le pays (fin octobre 1829) pour se rendre à Constantinople, avant son retour en France.

## Œuvres
- Bailly de Blois, E.-M. L’Existence de Dieu et la liberté morale, démontrées par des arguments tirés de la doctrine du docteur Gall. Paris: Delaunay, 1824
- Traité Anatomico - Pathologique des Fièvres Intermittentes, simples et pernicieuses, fondée sur des observations cliniques & c. Par E. M. Bailly de Blois, 8vo. Paris 1825
- Discours prononcé sur la tombe de M. Henri Saint-Simon par le Docteur E. M. Bailly de Blois (Blois, 1825)
- Documents relatifs a l'état present de la Grèce : publies d'apres les communications du comite philhellenique de Paris Rapport a mm. les membres du Comite Philhellenique de Paris / par m. le dr. Bailly de Blois, Paris : Firmin-Didot , [1831]
- Lemma:Épidémie, pages 482-487 au Dictionnaire de la conversation et de la lecture, Volume 12, Belin-Mandar, 1832